# Werner Schuler
Pour les articles homonymes, voir Schuler.
Werner Luis Schuler Gamarra, né à Asuncion le 27 juillet 1990, est un footballeur péruvien évoluant au poste de défenseur.

## Biographie

### Carrière en club
Werner Schuler fait ses débuts en 1re division péruvienne le 17 octobre 2011, avec l'Universitario de Deportes, sur le terrain de l'Alianza Atlético (score 0-0). Il remporte au sein de l'Universitario le championnat du Pérou en 2013.
Parti au FBC Melgar d'Arequipa en 2015, il remporte cette même année son deuxième championnat du Pérou.
Après un retour à l'Universitario de Deportes en 2017, suivi d'un passage par l'Universidad San Martín de Porres entre 2020 et 2021, il poursuit sa carrière à l'UTC de Cajamarca en 2022.
Schuler compte trois participations à la Copa Libertadores, en 2014 et 2018 avec l'Universitario et en 2016 avec le FBC Melgar, pour un total de cinq matchs disputés.

### Carrière en sélection
International péruvien, Werner Schuler ne reçoit qu'une sélection le 14 novembre 2012 lors d'un match amical entre le Pérou et le Honduras à Houston (résultat 0-0).

## Palmarès
| Universitario de Deportes - Championnat du Pérou (1) : - Champion : 2013. - Copa Libertadores des moins de 20 ans (1) : - Vainqueur : 2011. |  | FBC Melgar - Championnat du Pérou (1) : - Champion : 2015. |